# Замятін Вадим Іванович
Вади́м Іва́нович Замя́тін — фахівець у галузі радіотехніки, доктор технічних наук — 1976, професор — 1983, заслужений діяч науки і техніки УРСР — 1988, академік Академії наук прикладної радіоелектроніки, полковник запасу.

## З життєпису
1964 року закінчив військову інженерну радіотехнічну академію ППО, де лишився працювати.
Протягом 1980—1994 років — начальник кафедри антенно-фідерних пристроїв, від 1994-го — професор цієї ж кафедри.
Займався дослідженням радіотехнічних характеристик обтічників антен та поширення радіохвиль у складних умовах для використання.

### Серед робіт
- «Дифракція електромагнітних хвиль в радіопрозорих шарах скінченної товщини», 1979
- «Обтікачі антен», 1980
- «Поляризаційно-голографічні антени: методи розрахунку та можливі конструкції», 1995
- «Статистичні характеристики основних параметрів діаграми спрямованості циліндричної антенної решітки при малих значеннях фазових помилок», 2006, у співавторстві.

### Серед зареєстрованих патентів
- «Кільцева антена», 2004, співавтори Левагін Геннадій Андрійович, Батурін Олег Володимирович
- «Поляризаційна голографічна антена», 2002, співавтор Гусак Юрій Аркадійович